# Biscainhos
Biscainhos es una localidad caboverdiana del municipio de Tarrafal.

## Geografía
La localidad está situada en la isla de Santiago.

## Organización territorial
La localidad abarca los lugares y barrios de:
- Cutelo
- Cutelo Burmedju
- Cutelo Mufafa
- Escada
- Fanhoza
- Guarda Sanches
- Monte
- Pedra Ferro
- Pedregal
- Ponta Chão de Junco
- Renque Traz
- Rocha Branca
- Sombra de Monte
- Tagarra